# Proteu (satélite)
Proteu, também conhecido como Netuno VIII, é o segundo maior satélite natural de Netuno. Descoberto pela sonda Voyager 2 em 1989, tomou o nome de Proteu, o deus do mar que mudava de forma na mitologia grega. Proteu orbita Netuno em uma órbita prógrada quase equatorial e quase circular a uma distância de cerca de 117 500 km do planeta.
Apesar de ser um corpo predominantemente de gelo com mais de 400 km de diâmetro, Proteu apresenta grandes desvios da forma elipsoide. É a maior lua não-esférica do Sistema Solar. Possui forma mais parecida com um poliedro irregular com várias partes levemente côncavas e relevo de até 20 km de altura. Sua superfície é escura, de cor neutra e possui muitas crateras. A maior cratera é Faros, com mais de 230 km de diâmetro. Existem ainda várias escarpas, sulcos e vales relacionados a grandes crateras.

## Descoberta e órbita
Proteu foi descoberto a partir de imagens tiradas pela sonda Voyager 2 dois meses antes de seu sobrevoo em Netuno em agosto de 1989. Recebeu a designação provisória S/1989 N 1. Stephen P. Synnott e Bradford A. Smith anunciaram sua descoberta em 7 de julho de 1989, na Circular IAU 4806, falando em "17 imagens tiradas ao longo de 21 dias", o que dá uma data de descoberta algum tempo antes de 16 de junho.
Em 16 setembro de 1991 S/1989 N 1 recebeu o nome Proteu, uma deidade marinha que muda de forma na mitologia grega.
Proteu orbita Netuno a uma distância de aproximadamente 4,75 vezes o raio equatorial do planeta (117 647 km) com um período orbital de 1,12231 dias. Sua órbita é praticamente circular e está inclinada em cerca de 0,5° em relação ao equador do planeta. Proteu possui órbita prógrada e é o maior dos satélites regulares de Netuno. Sua rotação é sincronizada com o movimento orbital, o que significa que uma face sempre está voltada ao planeta.

## Características físicas
Proteu é a segunda maior lua de Netuno, menor apenas que Tritão. Tem cerca de 420 quilômetros de diâmetro, sendo maior que Nereida, a segunda lua a ser descoberta. Não foi descoberto por telescópios na Terra porque está perto demais de Netuno para ser distinguido no brilho intenso de luz solar refletida. A superfície de Proteu é bastante escura — seu albedo geométrico é próximo de 10%. A cor de sua superfície é neutra porque a refletividade não muda consideravelmente com com o comprimento de onda de violeta a verde. No infravermelho próximo parte do espectro torna-se menos reflexiva perto de 2 μm, indicando possível presença de compostos orgânicos complexos como hidrocarbonetos ou cianetos. Esses compostos podem ser responsáveis pelo baixo albedo das luas internas de Netuno. Apesar de acreditar-se que Proteu contém quantidades significativas de gelo de água, ele não foi detectado espectroscopicamente na superfície.
O formato de Proteu é próximo de uma esfera de raio 210 km, mas possui grandes desvios da forma esférica — de até 20 km; acredita-se que tenha o tamanho máximo que um corpo de sua densidade possa ter sem ser forçado para uma forma esférica devido à sua própria gravidade. A lua de Saturno Mimas possui forma elipsoidal apesar de ter menor massa que Proteu, talvez por causa de temperatura maior perto de Saturno ou aquecimento por marés. Proteu é levemente alongado na direção de Netuno, embora sua forma seja mais próxima de um poliedro irregular do que de um elipsoide. A superfície de Proteu apresenta várias formações planas eu levemente côncavas medindo de 150 a 200 km em diâmetro, que provavelmente são crateras de impacto degradadas.
Proteu é coberto de crateras, não mostrando nenhum sinal de modificação geológica. A maior cratera, Faros, tem um diâmetro entre 230 e 260 km e profundidade de cerca de 10–15 km. Ela possui uma estrutura em forma de cúpula em seu centro com alguns quilômetros de altura. Faros é a única formação superficial nomeada nesta lua: o nome vem do grego e se refere à ilha onde Proteus reinava. O impacto que gerou Faros deve ter quase causado a ruptura da lua; é possível que a lua Hipocampo seja formada por detritos dessa colisão. Além de Faros existem várias outras crateras com 50–100 km de diâmetro e muitas outras com menos de 50 km de diâmetro.
Outros acidentes geográficos achados em Proteus incluem formações linares como escarpas, vales e sulcos. O mais proeminente corre paralelo ao equador até o oeste de Faros. Essas formações provavelmente foram formadas pelos impactos gigantes que formaram Faros e outras grandes crateras ou como resultado de forças de maré de Netuno.

## Origem
Proteu, como os outros satélites internos de Netuno, provavelmente não é um dos corpos originais que se formaram junto com o planeta, sendo provavelmente resultado da acreção dos detritos originados da captura de Tritão. A órbita de Tritão durante a captura seria muito excêntrica, e teria causado perturbações nas órbitas dos satélites internos originais de Netuno, causando colisões que os reduziriam a um disco de detritos. Apenas após a estabilização da órbita de Tritão que alguns dos detritos puderam passar por acreção formando as luas atuais.

### Descoberta
Proteus foi descoberto em 1989 pela espaçonave Voyager 2. Isso é incomum, pois uma lua menor, Nereida, foi descoberta 33 anos antes usando um telescópio baseado na Terra. Proteu provavelmente foi esquecido porque é muito escuro e a distância entre a Terra e Netuno é muito grande.

### Visão geral
Proteu é uma das maiores luas conhecidas de Netuno, embora não seja tão grande quanto Tritão. A lua tem uma forma estranha de caixa e se tivesse apenas um pouco mais de massa seria capaz de se transformar em uma esfera. Proteus orbita Netuno a cada 27 horas.
Proteus tem formato irregular e muitas crateras, mas não mostra sinais de modificação geológica. Circulando o planeta na mesma direção em que Netuno gira, Proteu permanece próximo ao plano equatorial de Netuno. Proteus é um dos objetos mais escuros de nosso sistema solar. Como a lua Phoebe de Saturno, Proteu reflete apenas 6% da luz do sol que o atinge.